# Liogenys sanctaecrucis
Liogenys sanctaecrucis är en skalbaggsart som beskrevs av Blanchard 1851. Liogenys sanctaecrucis ingår i släktet Liogenys och familjen Melolonthidae. Inga underarter finns listade i Catalogue of Life.